# Артур Блејк
Чарлс Артур Блејк (енгл. Charles Arthur Blake; 26. јануар 1872 Бостон — 22. октобар 1944) је био амерички атлетичар који је учествовао на првим Олимпијским играма 1896 у Атини.
Блејк се такмичио у трци на 1.500 метара. Због малог броја такмичара (8) није било квалификација па је одржана само финална трка. Блејк је стигао други иза Едвина Флека из Аустралије. Трка је текла тако што су Блејк и Флек сустигли тадашњег лидера, Француза Албена Лермизиоа и трчали су упоредо све до краја. У финишу Флек је био брши и победио са резултатом 4:33,2, скоро секунду брже од Блејка (4:34,0 минута).
Блејк је учествовао и у најважнијем догађају игара, маратону. У првој половини трке био је трећи, иза Лермисјоа и Флека, али је на 23. километру трке одустао.